# 日新館高等学校 (福岡県)
日新館高等学校（にっしんかんこうとうがっこう）は、かつて福岡県飯塚市柏の森に存在した私立高等学校。飯塚日新館中学校とともに2006年3月31日まで中高一貫教育を提供した。創立者は権堂義幸。
生徒数減少のため、2006年度以降の新入生募集は行わず、2007年度限りで閉校となった。1978年の開校以来、生徒数が定員（1学年150人）を常に割り込み、2002年度から赤字経営が続いていた。

## 沿革
- 1978年（昭和53年） - 日新館高等学校開校、新年度より学校教育開始。
- 1981年（昭和56年） - 日新館中学校飯塚分校を新設。
- 1986年（昭和61年） - 新校舎完成。
- 2000年（平成12年） - 新年度より男女共学化。
- 2005年（平成17年） - 日新館高等学校閉校騒動。
- 2008年（平成20年） - 閉校。

## 閉校騒動
平成17年度の入試を実施し2月1日に合格発表を行っていながら、突然2月14日に合格者に対し中学校などを通じて合格取り消しを通知し、教職員19名を年度末で解雇し新年度で給与50%削減して再雇用する方針を発表した。しかし、合格発表後の突然の受け入れ拒否の通告に、中学校や塾関係者、保護者から批判や抗議が相次ぎ、わずか一日で方針を撤回し、一転して合格者の受け入れを決定した。NHK全国ニュースで放映され、福岡県議会でも取り上げられた。合格取り消し通知の前に周辺への根回しはなく、「合格発表後に受け入れをやめるのでは判断が遅すぎる。受験生や在校生に混乱を招く」と福岡県私学振興課を激怒させた。同校を経営する理事長は「合格者のうち、26人しか予納金を納めなかった。昨年の半数だ。例年予納金納付者の30％しか入学せず、新入生は10人程度になってしまう。これでは入学させても、生徒同士が切磋琢磨（せっさたくま）する環境をつくれないと判断した」と説明した。

## 部活動
軟式野球部が、1988年（昭和63年）まで県大会3連覇を果たしたが、活動末期は予選での初戦敗退が続いていた。

## 教育方針
- 校風は大変厳しく、軍隊並みという評価があった。
- 男子の冬服は7つボタンであり、大日本帝国海軍を意識していた。
- 「全寮制の中高一貫教育」「冷暖房完備」「3年生は完全個室」と宣伝したが、3年間とも6～8人部屋で、教員不足で講義が行われない科目も存在した。[3]

## 校歌
- 作詞：日新館
- 作曲：森脇憲三

## 設置学科
- 普通科
  - 特別進学コース
  - 進学コース

## 著名な出身者
- 初恋タロー（同名のお笑いコンビの初恋タローの方）